# Móga János

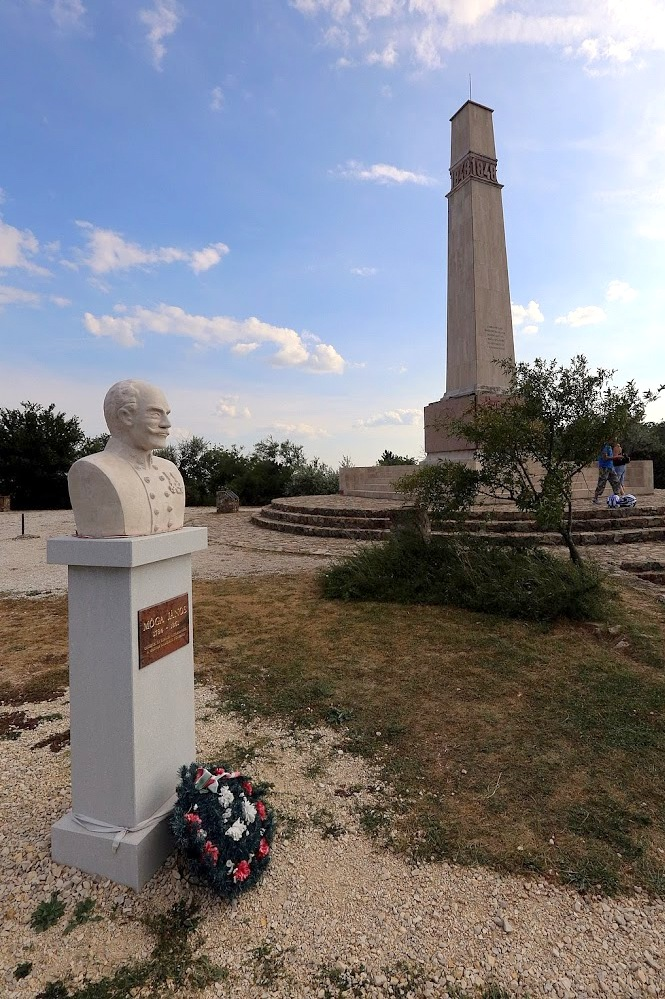
Móga János szobra Pákozdon

Brotzkai Móga János Ferenc (Brockó, 1784. december 25. (keresztelés) – Szászerked, 1861. november 10.) császári-királyi altábornagy, az 1848–49-es forradalom és szabadságharc első szakaszában a magyar hadsereg fővezére.

## Életrajz
A római katolikus nemesi származású brotkzai Móga család sarja. Brotzkai Móga János és Radl Rozália gyermekeként született Brockón 1784-ben. Mindezek ellenére a román nemzetiségű katonák a szabadságharc honvédhadseregében című tanulmány szerint családja román származású volt és eredeti neve Ioan Moga. A császári hadsereg főhadnagyaként harcolt a napóleoni háborúkban. 1809. július 6-án a wagrami csatában súlyosan megsebesült, ezért 1810-ben nyugállományba helyezték. 1813-ban századosként újra belépett a hadseregbe és sikeres karriert elérve 1842 augusztusában vezérőrnaggyá, 1848 júniusában altábornaggyá léptették elő.
István nádor lemondása után ő vette át a Jellasiccsal szemben álló magyar sereg fővezérségét és a pákozdi csatában megállította a bán előnyomulását. Jellasicsot az osztrák határig követte, de a császárra és királyra tett esküje megakadályozta abban, hogy a határt átlépve Bécs felé törjön. Kossuth rábeszélésére 1848. október 30-án a magyar sereggel mégis átlépte a határt, de Jellasics és Windisch-Grätz egyesült csapataitól a schwechati csatában vereséget szenvedett.
1848. november 1-jén lemondott rangjáról és visszavonult. A magyar főváros elfoglalása (1849. január 5.) után letartóztatták. Olmützben öt év várfogságra, továbbá rangja és rendjelei elvesztésére ítélték.
Fogságának kitöltése után Kolozs vármegyében, vejének, gróf Lázár Györgynek szászerkedi birtokán élt haláláig.

## Felesége és leszármazottai
Feleségétől, Farkas Erzsébettől, származott egyetlen leánya:
- Móga Eleonóra Erzsébet Terézia (Pozsony, 1812. január 12. – 1892. március 20.). Férje, záárhegyi gróf Lázár György (Szárhegy, Erdély, 1807. március 31. – Mezőerked, 1861. április 24.) magyar honvédtábornok. 1849. január 1-én visszament az osztrák császári csapatokhoz.